# Mixue Ice Cream & Tea
Mixue Ice Cream & Tea (em chinês: 蜜雪冰城; pinyin: Mìxuě Bīngchéng; lit.  "cidade de gelo e neve de mel") é uma rede multinacional chinesa de restaurantes de fast-food especializada em sorvetes e bebidas à base de chá. Fundada em 1997 por Zhang Hongchao em Zhengzhou, Henan, a Mixue expandiu-se rapidamente, com mais de 46.000 franquias na China Continental, Hong Kong, Macau, Vietnã, Filipinas, Singapura, Tailândia, Malásia, Indonésia, Laos, Camboja, Japão, Coreia do Sul, Austrália, Cazaquistão e Brasil.
A Mixue é a maior rede de fast-food do mundo em número de lojas, superando Starbucks e McDonald's.
A empresa é famosa por seus preços baixos. Em março de 2024, a Mixue ocupava o primeiro lugar entre os fabricantes de bebidas frescas na China e o segundo lugar globalmente em número de pontos de venda e entrega em copos, e sua participação de mercado no Sudeste Asiático era a maior.
A Mixue Ice Cream & Tea é administrada em conjunto por três empresas: Mixue Ice Cream & Tea Co., Ltd., Henan Daga Food Co., Ltd. e Shangdao Intelligent Supply Chain Co., Ltd.

## História
A marca Mixue Ice Cream & Tea foi criada em 1997 por Zhang Hongchao, estudante da Universidade de Economia e Direito de Henan. Na época, era uma barraca de rua em Zhengzhou que vendia raspadinhas e bebidas geladas, que ele fundou com um empréstimo de 3.000 yuans de sua avó. Devido à falta de experiência, Hongchao fechou três restaurantes em pouco mais de um ano. Após o fechamento de seu terceiro restaurante, ele foi para Hefei para vender tanghulu, que também fracassou. Na primavera de 1999, Hongchao retornou a Zhengzhou para abrir uma novo restaurante de bebidas geladas, embora esta também fosse demolida; o fracasso dessas barracas de rua foi atribuído à localização precária e à urbanização em curso na China.
Em agosto de 2003, Hongchao fundou outro restaurante Mixue dentro de uma fábrica de alumínio abandonada. Devido à sua localização perto de uma escola, a loja ganhou uma boa reputação entre os alunos, e o negócio gradualmente se estabilizou, permitindo-lhe franquear o restaurante em diferentes locais até 2007.

### Linha do tempo

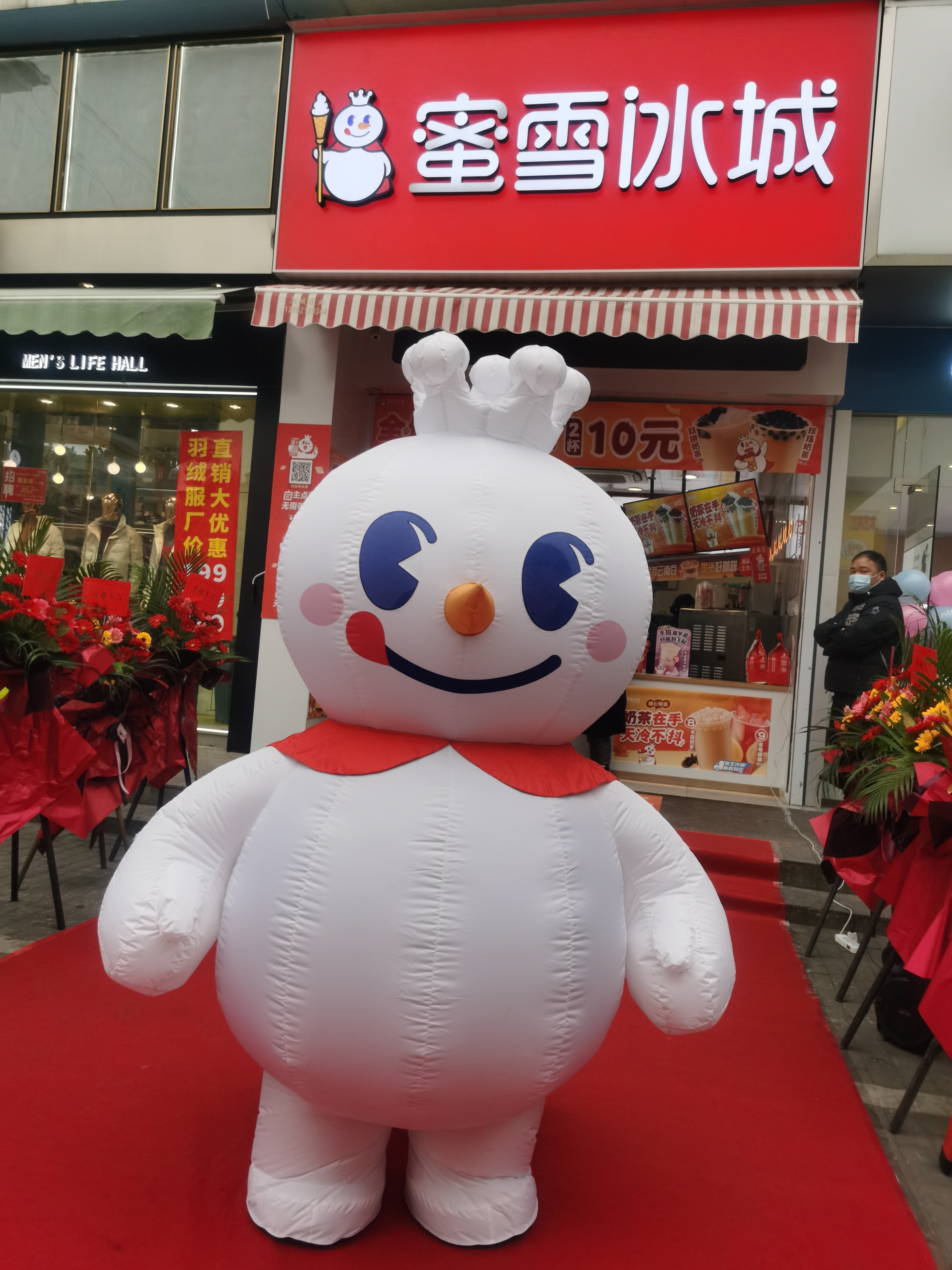
Mascote da Mixue, "Rei da Neve" (雪王)

A Mixue Ice Cream & Tea começou em 1997, quando Zhang Hongchao abriu o primeiro restaurante com o nome Mixue. Após seis mudanças, o primeiro restaurante Mixue Ice Cream & Tea de sucesso foi inaugurada em 2003. Por volta de 2005 ou 2006, a empresa lançou o sorvete cremoso ao preço de apenas 1 yuan, que rapidamente se tornou um best-seller e seu primeiro produto de destaque; nos primeiros nove meses de 2023, a Mixue havia vendido aproximadamente 442 milhões de casquinhas de sorvete na China.
Em 2007, a Mixue iniciou o franchising após abrir uma nova sorveteria. No ano seguinte, fundou a Mixue Ice Cream & Tea Trading Co., Ltd. para administrar sua crescente rede de franquias. Em 2012, a Henan Daga Food Co., Ltd. foi fundada para apoiar a autoprodução de matérias-primas para a franquia e, em 2014, a empresa havia desenvolvido o Parque Logístico de Sorvetes e Chás Mixue para agilizar a distribuição à medida que continuava sua expansão pela China. 
A Mixue deu seu primeiro passo fora da China em 5 de setembro de 2018, com a inauguração de uma loja em Hanói, Vietnã. Mais tarde naquele ano, em novembro, lançou um novo mascote da marca, o Rei da Neve. Entre 24 e 26 de maio de 2019, a empresa realizou um "festival de música de sorvete" no Parque Aquático Opalala em Zhengzhou, atraindo mais de 30.000 visitantes. Em 24 de junho de 2020, a Mixue comemorou a inauguração de sua 10.000ª loja no Condado de Yuanyang, Henan, Xinxiang. No mesmo ano, expandiu-se para a Indonésia com uma filial em Cihampelas Walk, Bandung.
A Mixue abriu seu capital pela primeira vez em 30 de setembro de 2021. Em 2022, a empresa realizou compras significativas de mais de 9.000 toneladas de chá, beneficiando cerca de 50.000 produtores de chá, além de apoiar mais de 11.000 franqueados e gerar mais de 500.000 empregos. Lançou um programa de bolsas de estudo de 6,5 milhões de yuans em cinco universidades em Henan e expandiu-se para outros mercados do Sudeste Asiático, abrindo lojas na Malásia, Cingapura, Tailândia, Camboja, Filipinas, Laos e Mianmar. No final de 2022, a Mixue também havia entrado na Coreia do Sul e no Japão.
Em fevereiro de 2023, a empresa estreou na Austrália com uma loja em Sydney, seguida por inaugurações adicionais em Melbourne e Brisbane.
Em março de 2025, o Mixue Group abriu o capital por meio de uma oferta pública inicial na Bolsa de Valores de Hong Kong, levantando HK$ 3,45 bilhões (US$ 444 milhões). Mais tarde naquele ano, tornou-se a maior rede de fast food do mundo, ultrapassando o McDonald's.

## Caridade
Em janeiro de 2020, a Zhengzhou Cross-Straits Enterprise Management Co., Ltd., uma empresa associada à Mixue Ice Cream & Tea, doou 6 milhões de RMB à Federação Provincial de Caridade de Henan e 1 milhão de RMB à Cruz Vermelha de Wenxian para apoiar a resistência à COVID-19. Posteriormente, em 2022, em resposta à pandemia de COVID-19, foi feita uma redução de um ano no valor total de 200 milhões de RMB para todos os franqueados em operação desde 31 de dezembro de 2021. Foi introduzida uma política de "redução de mais de 50% em materiais", incluindo ingredientes, materiais de embalagem, consumíveis e maquinário.
Em 2021, no Condado de Anyue, a Mixue Ice Cream & Tea expandiu ainda mais sua base, empregando mais de 6.500 fruticultores para fornecer limões à Mixue Ice Cream & Tea todos os anos.
Em julho de 2021, a província de Henan foi atingida por chuvas extremas. Zhengzhou e cidades próximas foram atingidas por graves inundações como resultado. A sede da Mixue, localizada no centro do desastre, lançou ativamente operações de resgate e socorro. O comitê do Partido Comunista Chinês da empresa organizou ativamente os esforços de socorro. A Mixue doou 20 milhões de yuans em dinheiro para a Associação de Caridade de Zhengzhou, e sua subsidiária integral Daga International Food Co., Ltd. doou 2 milhões de yuans para Wenxian, em Henan. Posteriormente, um milhão de yuans foi entregue às associações de caridade de Zhoukou, Xinxiang, Hebi e Anyang. Um total de 26 milhões de yuans foi doado, e um centro de comando de socorro foi criado para mobilizar os armazéns associados à Mixue na China para ajudar as áreas atingidas pelo desastre.

## Controvérsias

### Segurança alimentar
Em dezembro de 2022, jornalistas do The Beijing News se candidataram a empregos em duas lojas em Nanquim, onde não eram obrigados a assinar contratos de trabalho, e descobriram que ingredientes "descartados" e "medidas de corte de custos" estavam sendo utilizados. A reportagem foi publicada em março de 2023 e, em 14 de março de 2023, o número de reclamações na Plataforma de Reclamações Gato Preto atingiu 4.435, a maioria das quais relacionadas a questões de segurança alimentar.

### Uso ilegal de trabalho infantil
De acordo com a legislação nacional chinesa, menores de 16 anos não podem ser recrutados para trabalhar, e o departamento administrativo do trabalho e da previdência social pode impor uma multa de 5.000 yuans por mês para cada criança trabalhadora contratada. Em 2 de abril de 2022, uma loja de bebidas Mixue no Condado de Tiantai foi multada em 12.500 yuans pelo uso ilegal de trabalho infantil pelo departamento administrativo local de fiscalização abrangente, após contratar uma adolescente de 15 anos. O proprietário da franquia punida admitiu a culpa em entrevista à mídia e disse que percebeu o erro ao contratar a menor de 15 anos, mas alegou que a família dela a havia abandonado e, por isso, com compaixão, a deixou trabalhar em sua loja. Ele confirmou que a menor já havia saído. Em julho do mesmo ano, a loja de bebidas Mixue no Condado de Liaocheng Chiping foi multada em 5.000 yuans pelo uso ilegal de trabalho infantil.

### Certificação Halal na Indonésia
Os produtos Mixue na Indonésia são certificados como halal desde fevereiro de 2023, após o Instituto de Avaliação de Alimentos, Medicamentos e Cosméticos do Conselho Ulema da Indonésia (LPPOM MUI) emitir a certificação halal para os ingredientes utilizados em seus produtos. Antes da certificação, os indonésios questionavam a ausência de certificação halal nos produtos da Mixue.